# 7465 Munkanber
7465 Munkanber eller 1989 UA3 är en asteroid i huvudbältet som upptäcktes den 31 oktober 1989 av den brittiske astronomen Brian G. W. Manning vid Stakenbridge-observatoriet. Den är uppkallad efter de tre författarna till The CCD Cookbook, John Munger, Veikko Kanto och Richard Berry.